# Gherman Pântea
Gherman V. Pântea ( Romanian pronunciation: ˈɡerman ˈpɨnte̯a manian pronunciation:; o sobrenome também é escrito Pîntea ; em russo:  Герман Васильевич Пынтя    , Alemão Vasilievich Pyntya ; em ucraniano:  Герман Васильович Пинтя    , Herman Vasilyovich Pyntya ou Pintia ; 13 de maio de 1894 - 1 de fevereiro de 1968) foi um soldado nascido na Bessarábia, funcionário público e figura política, ativo no Império Russo e na Romênia . Como oficial do Exército Imperial Russo durante a maior parte da Primeira Guerra Mundial, ele ajudou a organizar os comitês de soldados da Bessarábia, oscilando entre a lealdade ao Governo Provisório Russo e a causa da emancipação da Bessarábia. Pântea foi posteriormente Diretor Militar da República Democrática da Moldávia, respondendo ao Presidente Ion Inculeț . Ele criou pessoalmente uma força de defesa bessarabiana, com a tarefa de combater a subversão bolchevique e a intimidação russa, mas também se preparou para a derrota após a Revolução de Outubro .
Com alguma hesitação, Gherman Pântea endossou a união da República com a Romênia, filiando-se ao Partido dos Camponeses da Bessarábia local e, em seguida, aos Liberais Nacionais da Romênia. Tendo carreiras paralelas como professor, advogado e jornalista, Pântea permaneceu uma presença na vida política romena, como membro do Parlamento, negociador de détente com a União Soviética e três vezes prefeito de Chișinău . No entanto, ele foi desconfiado por sua defesa dos bolcheviques presos, sua crítica ao governo centralizado e sua alegada corrupção. Durante a Segunda Guerra Mundial, Pântea foi prefeito de Odessa sob ocupação romena. Ele interveio para salvar os judeus do massacre de Odessa em 1941 e das subsequentes deportações para campos na Transnístria . Ele teve um relacionamento tumultuado com Ion Antonescu, o ditador romeno, e foi mantido sob controle pela autoridade de ocupação. Seu governo conseguiu colocar em prática um plano para Odessa e ajudou a cidade a superar a devastação com a adoção do livre comércio, mas também criou várias controvérsias.
Pântea foi há muito suspeita de crimes de guerra e passou grande parte de sua vida no pós-guerra como fugitivo. Ele acabou sendo detido e se tornou um prisioneiro político do regime comunista romeno . Em 1956, ele conseguiu anular o veredicto de crimes de guerra, mas, embora parcialmente reabilitado, continuou a ser perseguido pelo aparelho comunista até a década de 1960.

## Biografia

### Primeiros anos e serviço na Primeira Guerra Mundial
Grande parte da vida de Gherman Pântea permanece misteriosa, inacessível aos pesquisadores e, de acordo com o historiador Ion Constantin, "um cruzamento permanente de mito e realidade". De origem étnica romena e de classe média baixa, Gherman Pântea nasceu em 13 de maio de 1894, na aldeia de Zăicani, no norte da Bessarábia; ele foi um dos vários filhos do advogado Vasile Pântea e sua esposa Ioana. Eles pertenciam à religião ortodoxa oriental, e Gherman era um ortodoxo romeno praticante até tarde na vida. O menino teve problemas para se adaptar às exigências de viver no então governadorado da Bessarábia na Rússia: embora fosse estudioso e tivesse concluído o ensino fundamental com honras, tinha dificuldade em aprender a língua oficial russa . Ele terminou a escola secundária em Glodeni, antes de partir para Akkerman, onde frequentou a escola normal russa e testemunhou o início da Primeira Guerra Mundial.  Ele freqüentemente navegava para Odessa, o porto do Mar Negro que o fascinaria pelo resto de sua vida.
Em junho de 1915, logo após completar seus estudos, Pântea foi convocado para o Exército Imperial Russo e transferido para Kiev, onde frequentou a Escola Junker . Ele estava novamente em Odessa, onde o oficial nascido na Bessarábia Emanoil Catelli dava aulas de romeno para oficiais russos e tornou-se amigo íntimo de seu novo professor. (Algumas fontes representam a Pântea como formada pela Odessa University . )  Após a graduação na Escola Junker, o jovem Podporuchik foi despachado para o front romeno, para servir como tradutor entre o Nono Exército Russo e seus colegas nas Forças Terrestres Romenas .  Ele também lutou com bravura durante as batalhas contra o exército alemão, e duas vezes recebeu a Ordem de São Jorge .
A Revolução de fevereiro na Rússia pegou Pântea entrincheirado com seus homens em algum lugar perto da cidade de Roman . A notícia, escreveu ele mais tarde, foi um alerta para os romenos da Bessarábia em terras estrangeiras, uma vez que oferecia a perspectiva de autodeterminação em casa. Quando o Governo Provisório assumiu as questões militares, Pântea tornou-se Presidente do Soviete do Nono Exército e também ajudou a organizar os soldados da Bessarábia em um único corpo político. Ações semelhantes estavam sendo tomadas por outros oficiais bessarabianos de mentalidade nacional. Alguns - Catelli, Anton Crihan, Constantin Osoianu, Ion Păscăluță, Andrei Scobioală - estavam ativos nas fronteiras da Bessarábia, enquanto outros dirigiam-se a unidades bessarabianas em lugares como Novorossiya ( Elefterie Sinicliu ) ou Crimeia ( Grigore Turcuman ).
Aqui estava o núcleo de uma única unidade militar e política do movimento nacional da Bessarábia, ou "Moldávia", que buscava obter o controle de Chișinău (a capital informal da Bessarábia). Na época, surgiram tensões entre a organização romana de Podporuchik Pântea e a facção interna da Bessarábia que exigia uma revolução social, ou seja, o Soviete de Trabalhadores e Soldados Chișinău; ele também teve que lutar contra a apatia bessarabiana, ganhos comunistas e reivindicações territoriais declaradas pela vizinha República Popular da Ucrânia . Por meio da Pântea e da Scobioală, o grupo romano se comunicava diretamente com uma rede civil formada pelos expatriados bessarabianos de Iași, que endossaram o esforço para consolidar a unidade política. Em nome da liderança romana, Pântea fez uma viagem a Odessa, onde contatou o comitê oriental formado por Catelli e os demais (maio de 1917). Na época, os bessarabianos de Odessa estavam formando suas " Coortes da Moldávia", unidades armadas que deveriam desafiar o Soviete Chișinău.

### Comitê Central da Moldávia
Eventualmente, em junho de 1917, Gherman Pântea e dois outros soldados do Nono Exército - Petre Vărzaru, Ion Mitrean - foram mandados por seus colegas para partir para Chișinău e organizar o movimento nacional localmente. O mais jovem de todos os ativistas envolvidos no projeto, Pântea foi eleito chefe do resultante Comitê Central da Moldávia do Sindicato de Soldados e Oficiais. Pântea, Vărzaru e Mitrean se beneficiaram de algum apoio russo, depois que o comandante Alexander Shcherbachov lhes deu passe livre e uma licença por tempo indeterminado da frente romena. No entanto, seu Comitê Central encontrou um novo rival no Comitê Revolucionário Militar paralelo, formado por russos revolucionários leais ao Soviete Chișinău. Esta autoridade deu apoio formal ao seu equivalente da Moldávia, apoiando sua luta pela autodeterminação e até mesmo discutindo uma fusão, mas discretamente tentou combater a influência romena de Bessarábia em todos os outros campos. Uma trégua foi acertada entre Pântea e o representante do Comitê Russo Levenzon, que até permitiu que ambos os organismos dividissem escritórios no mesmo prédio.
Em setembro, depois que confrontos com alguns dos camponeses radicalizados atrapalharam os esforços de propaganda no campo e as pressões ucranianas ou russas aumentaram, o Comitê da Moldávia começou a publicar seu próprio jornal político. Conhecido como Soldatul Moldovan ("O Soldado da Moldávia"), tinha o poeta Gheorghe (Iorgu) Tudor como gerente e Pântea como um dos três editores. Pântea carregava de Iași uma grande sacola de literatura de propaganda, em letras cirílicas - o jornal Vasile Harea de Cuvânt Moldovenesc, que testemunhou o acontecimento, descreveu Pântea como "um jovem bastante afetado, com olhar nervoso, ambicioso e concebendo todos os tipos de esquemas "
Mais ou menos na mesma época, o Comitê Central da Moldávia tomou medidas para criar uma força nacional da Bessarábia dentro do exército da Rússia, com Vasile Cijevschi como comandante. O pedido foi apresentado ao Stavka (comando supremo das forças russas) em Mogilev . Ele forneceu uma resposta ambígua, e Pântea liderou uma delegação para solicitar mais esclarecimentos. No caminho por Kiev, os enviados da Bessarábia encontraram por acaso os próprios delegados da Romênia na Rússia: Dinu Brătianu e Constantin Iancovescu . As duas missões compartilhavam um vagão de trem, e o tempo que compartilharam levou a equipe de Stavka a suspeitar de uma conspiração. Os bessarabianos tentaram consertar a situação e Pântea teve entrevistas com o comandante Nikolay Dukhonin e o primeiro-ministro russo Alexander Kerensky . Pântea escreveu mais tarde que Kerensky foi o mais acolhedor, permitindo a criação gradual de um único exército bessarábio (e até prometendo transferir o 40º Regimento de Odessa à sua jurisdição), mas proibindo qualquer decisão unilateral bessarabiana sobre o assunto.
Antes e depois que a Revolução de Outubro derrubou o Governo Provisório e trouxe o movimento Bolchevique (comunista) ao poder na Rússia, Gherman Pântea jogou um jogo de diplomacia intrincada. De acordo com Ion Constantin, ele foi bom em aproveitar oportunidades políticas "naqueles tempos turvos e conturbados, sujeitos a mudanças rápidas e radicais no mapa da Europa Centro-Oriental ". No início de outubro de 1917, Pântea estava percebendo que Kerensky e o Governo Provisório poderiam perder a batalha. Em uma tentativa de descobrir as intenções do outro lado em relação à Bessarábia, ele viajou para Petrogrado e conheceu o ideólogo bolchevique Vladimir Lenin . Como Pântea afirmou mais tarde, Lenin se declarou pela autodeterminação revolucionária na questão nacional - alguns pesquisadores consideram essa afirmação como uma lenda urbana, com a qual os intelectuais bessarabianos tentaram convencer os comunistas de que o próprio Lenin validava suas aspirações nacionais. Retornando à Bessarábia, Pântea participou de reuniões do clube bolchevique, ao lado de Ion Buzdugan .

### Sfatul Țăriie Direção da Moldávia

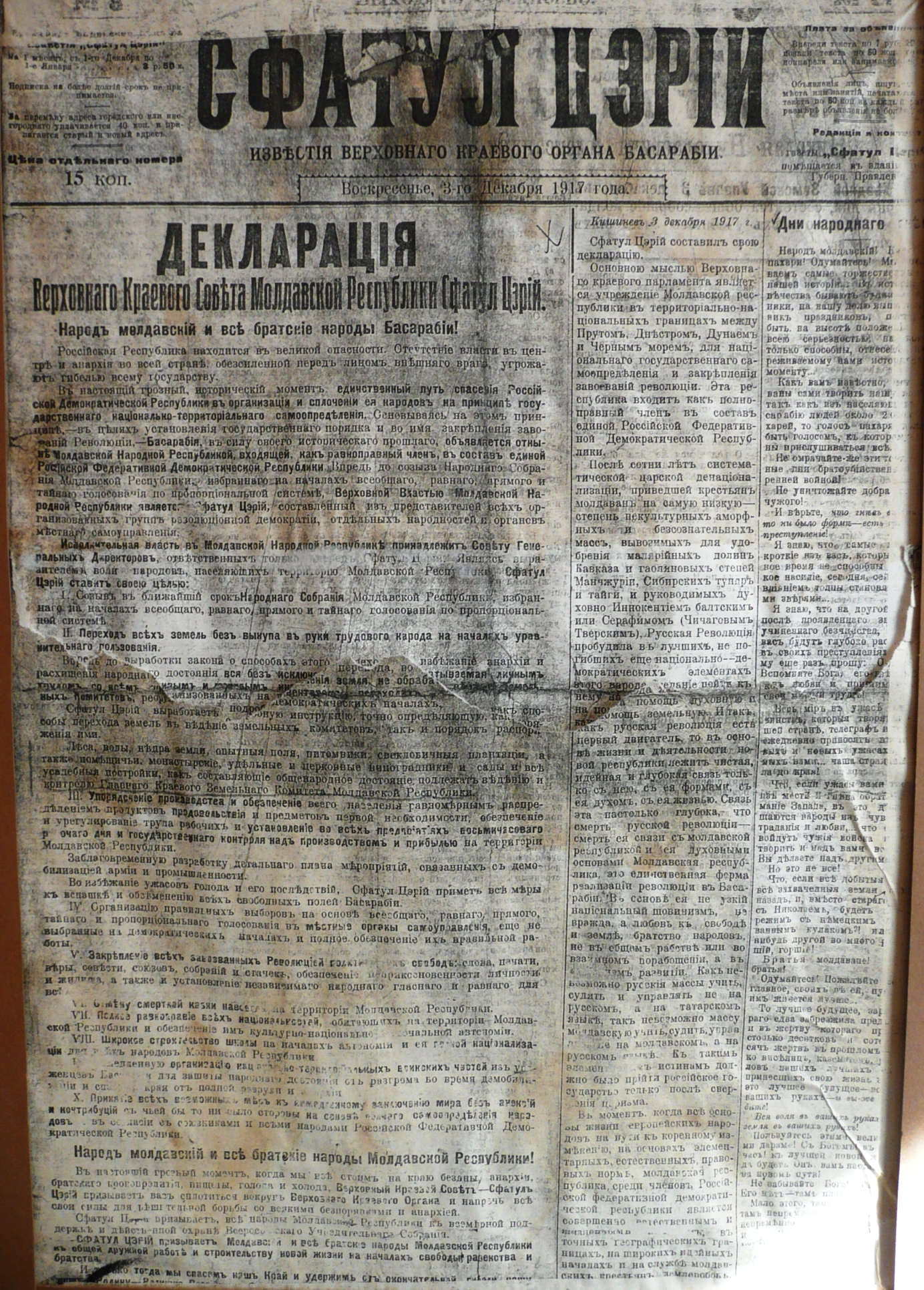
Acto Fundador da República Democrática da Moldávia, em Sfatul Ţării ' jornal homônimo

Enquanto isso, o Comitê de Pântea organizou um Congresso de Soldados da Moldávia, que formaria a base para uma legislatura da Bessarábia, chamada Sfatul Țării . Persiste uma controvérsia em torno da iniciativa deste Congresso, uma vez que Pântea e Ștefan Holban afirmaram ter tido a ideia primeiro. A fim de garantir a presença, Pântea (ou Holban) apelou para um estratagema, fazendo circular um telegrama que sugeria enganosamente que o Governo Provisório Russo estava apoiando o Congresso. Em poucos dias, Pântea foi designada vice-presidente da assembléia de soldados da Bessarábia; Cijevschi era seu presidente.
O ato de insubordinação enfureceu Kerensky: pouco antes de Lenin o destituir do poder, o primeiro-ministro russo emitiu um mandado de prisão de Pântea; a essa altura, porém, o Congresso da Bessarábia já havia sido reconhecido por terceiros, desde os mencheviques ao Bundistn . Na confusão que se seguiu à tomada do poder por Lenin, Pântea ainda reconheceu a Assembleia Constituinte Russa e apresentou sua candidatura na eleição parlamentar russa . Ele foi incluído na lista do Partido dos Camponeses da Bessarábia (PȚB) encabeçada por Ion Inculeț e Pantelimon Erhan . A própria eleição foi um caso caótico e os votos nunca foram contados oficialmente em qualquer lugar da Bessarábia.
Depois que Sfatul Țării passou a existir, Pântea se envolveu em mais manobras políticas, ajudando seus colegas a derrubar Ion Pelivan, o primeiro presidente designado da Assembleia. Ao fazer isso, Pântea deu aprovação às demandas de delegados não romenos ou pró-russos, que ficaram escandalizados com o nacionalismo romeno de Pelivan.  Como Crihan e Buzdugan, e eventualmente o próprio Pelivan, ele transferiu seu apoio para Inculeț, que era amplamente considerado um moderado, um leal e um produto da Revolução de Fevereiro.  Pântea também foi designada membro Sfatul Țării, representando tanto o Congresso dos Soldados quanto um distrito eleitoral do País de Bălți . Seu primeiro discurso, em russo, falou sobre a oportunidade de reforma e prometeu que, sob Sfatul Țării, a Bessarábia floresceria em "uma rosa".  A Pântea era então um legislador ativo, servindo na Comissão de Escolaridade de Sfatul Țării e na Comissão de Liquidação . Além disso, ele foi um delegado no Congresso de Professores Escolares, onde recomendou o ensino de romeno a todos os alunos da Bessarábia. De 1918 a 1925, ele editou o diário regional de língua russa Golos .
Quando os deputados da Bessarábia criaram a República Democrática da Moldávia autônoma, Pântea foi integrada na Diretoria da Moldávia: ele tinha sob seus cuidados a Diretoria Geral de Guerra e Marinha, inicialmente como Locum para Teodor Cojocaru, e depois como Diretor de fato . Sua principal tarefa era a criação de uma força armada "moldava", que integrava as coortes anteriores, protegia a retirada indisciplinada das forças russas e estabelecia contatos amistosos com o exército francês .
O diretor testemunhou com crescente alarme quando alguns componentes de seu novo exército estavam sob a influência bolchevique. Esse foi o caso de Chișinău Garrison, que estava sendo manobrado por Ilie Cătărău, um misterioso aventureiro e político radical. Depois que Cătărău questionou abertamente a autoridade de Sfatul Țării sobre suas tropas, Pântea tomou uma medida singular: junto com uma unidade desonesta de Cossacos de Amur, ele surpreendeu Cătărău na véspera de Ano Novo, prendendo-o e deportando-o para a Ucrânia. Entre as duas fases distintas deste incidente, o exército da República prestou juramento durante uma cerimônia com a presença do presidente da Moldávia, Inculeț.

### União com a Romênia

Bandeira de guerra da República Democrática da Moldávia, com as iniciais RM

A agitação bolchevique, endossada à distância pela República Soviética de Lenin, atingiu seu pico nos primeiros dias de 1918. Os russos que se retiravam saqueavam a região, e facções bolcheviques como Front-Ordel estavam para ganhar a vantagem em Chișinău, Cotiujeni e Budjak . Pântea instituiu um estado de emergência e tentou introduzir sanções mais severas por insubordinação. Os grupos bolcheviques recorreram a atos de intimidação na capital, sequestrando alguns dos deputados Sfatul Țării e atacando o Corpo de Voluntários organizado pela Romênia na Rússia . Em seus discursos a Sfatul, Pântea começou a identificar o inimigo da República como exclusivamente "não moldávio", mas notou que o exército da Bessarábia se comportava "como um bando de carneiros", sem liderança e moral. Em 9 de janeiro de 1918, o próprio Diretor foi vítima de uma manobra bolchevique, sendo apreendido por homens da Frente Ordel e só libertado, junto com soldados do Corpo de Voluntários, quando o exército bessarabiano interveio em força.
Enfrentando as ameaças de expansão da Guerra Civil Russa na República e comunização em suas próprias fileiras, Pântea se tornou um dos principais contribuintes para o acelerado processo político de união com a Romênia . Em janeiro de 1918, ele deu as boas-vindas às Forças Terrestres Romenas e ao General Ernest Broșteanu, que tinha um mandato para restabelecer a ordem e que chegou a Chișinău ao lado do enviado militar francês Henri Mathias Berthelot . Seguiu-se uma ofensiva comum contra os insurgentes bolcheviques, parte da maior intervenção ocidental na Guerra Civil . No final, os bolcheviques recuaram para Tighina e o governo soviético russo rompeu contatos diplomáticos com a Romênia ( ver Odessa República Soviética ).
Mais tarde naquele mês, a República da Moldávia se proclamou um estado independente, com Daniel Ciugureanu como o novo chefe de governo. A administração foi reorganizada e Pântea perdeu seu cargo para o Coronel Constantin Brăescu, o Ministro da Guerra. O Presidente Inculeț compensou a perda de prestígio, elevando Gherman Pântea ao posto de Maior e fazendo-o Cavaleiro da Ordem da Moldávia de São Vladimir.
Naquela época, a intervenção romena representava um dilema fundamental, uma vez que a classe política ficou indecisa sobre se deveria cimentar o estado de Bessarábia ou ansiar por uma união. A inconclusão atingiu o exército da Bessarábia. Seus novos uniformes, no modelo romeno, levaram os bessarabianos a presumir que era um ramo das Forças Terrestres Romenas; o monograma RM, de Republica Moldovenească ("República da Moldávia"), era comumente interpretado erroneamente como significando " Grande Romênia " ( România Mare ). O próprio Pântea parecia indeciso sobre a situação e, em carta ao oficial pró-russo Anatol Popa (mais tarde condenado à morte pelos militares romenos), argumentou: "Prometo que defenderei a Bessarábia republicana junto à Rússia, inclusive se me custar minha vida [. . . ] Dei ordem para que todo o exército da Moldávia agisse; quando descobri que os romenos estavam chegando com uma força muito grande, mudei essa ordem. Os romenos seguram firme [. . . ] Temo muito que os romenos estejam aqui para roubar nossa Bessarábia. "
Essa correspondência continua sendo um aspecto problemático da carreira de Pântea. Embora alguns considerem que isso implica uma negociação dupla ou, pelo menos, uma ambigüidade ideológica, Ion Constantin sugere que pode ter sido de fato um ardil. Na época, as autoridades romenas estavam menos convencidas da lealdade de Pântea. Eles suspeitaram que ele estava jogando os romenos e os russos um contra o outro e o submeteram a um inquérito formal.  Anos depois, Pântea referiu-se à intervenção de Broșteanu como equivocada e sanguinária, porque executou execuções sumárias de suspeitos de rebelião, incentivou denúncias e manchou a reputação internacional dos sindicalistas.
A união foi efetivada em 27 de março de 1918, quando uma maioria de Sfatul Țării votou a favor. Os 86 votos sim, que valeram a pena, incluíram os de Pântea. Ele também votou a favor de uma reforma agrária em toda a Romênia, uma condição adicional para a união. Ao contrário das alegações bolcheviques posteriores, ele e os outros eleitores pró-sindicato não receberam propriedades de terra em troca de sua lealdade.

### Advogado, jornalista e político do PNL
Durante o período seguinte, Pântea fez campanha interna por mais reconhecimento da decisão da assembléia, abordando as comunidades relutantes de alemães do Mar Negro . Em março de 1919, ele estava em Tarutino, onde uma massa de alemães foi persuadida a votar a favor da resolução do sindicato Sfatul Țării . Em seguida, ele acompanhou uma delegação de alemães do Mar Negro a Bucareste, capital da Grande Romênia, e, com eles, foi recebido pelo rei Fernando I.  Sua patente no exército da Bessarábia foi reconhecida pela força militar de reserva romena, que o integrou como major.
Em abril, Pântea foi promovido a membro do Comitê Central do PȚB e Presidente de seu Clube. Ele esteve na Romênia por um tempo, obtendo seu diploma de licenciatura na Faculdade de Direito da Universidade de Iași (setembro de 1919). Uma investigação posterior sobre sua carreira resultou em alegações de que Pântea nunca assistiu às aulas, e que seu diploma foi abusivamente liberado pelo Reitor AC Cuza (respondendo ao pedido especial do Premier Romeno Ion IC Brătianu ). Quer isso seja verdade ou não, Pântea é conhecido por ter sido alistado na Ordem dos Advogados de Bessarábia em 1919. No final do ano, ele começou a publicar outro diário em russo, Bessarábia, que faliu em pouco tempo e foi revivido por Vasile Bârcă em 1923. Este empreendimento levantou suspeitas das autoridades romenas, que organizaram uma busca nas instalações e, supostamente, descobriram amostras de propaganda comunista.
Dentro do PȚB, Pântea era leal a Inculeț e lutou contra as facções lideradas por Pan Halippa e Pelivan. Ele editou o jornal Basarabia do partido, onde lançou tiradas contra Halippa, e novamente ascendeu a uma posição de liderança após a expulsão de Halippa. Pântea seguiu Inculeț no Partido Nacional Liberal da Romênia (PNL) e tornou-se vice-líder da seção Bessarábia do grupo. Esta filiação fez com que fosse eleito para a Assembleia de Deputados da Romênia (câmara baixa do Parlamento ), o primeiro de dez mandatos consecutivos. Pântea, no entanto, foi considerada suspeita pelo establishment romeno, que o considerava um homem de simpatias de esquerda e um promotor da literatura comunista. Ele era advogado do grupo de comunistas da Bessarábia, liderado por Pavel Tcacenco, que havia agitado contra o Estado romeno. A atividade pro bono foi amplamente bem-sucedida: Tcancenco e outros três homens foram considerados culpados de sedição e condenados à morte à revelia ; 65 detidos foram absolvidos; 39 outros foram libertados após o julgamento de novo . Isso implicou colocar-se contra o governo do PNL, especialmente porque Pântea relatou ao mundo sobre o alegado abuso de poder por administradores romenos na Bessarábia.  Sua intervenção no Parlamento levou o Ministério do Interior (chefiado por Nicolae L. Lupu ) a demitir a liderança da polícia de <i id="mwAaY">Siguranța</i> em Chișinău.
Em 1922, de Tighina, Gherman Pântea começou a publicar outro diário russo. Intitulado Yuzhnaya Bessarabia ou Iujnaia Besarabia ("Southern Bessarabia"), sobreviveu até abril de 1923. Ele primeiro teve uma passagem como prefeito de Chișinău, começando e terminando em 1923, quando delineou planos para melhorar a educação e a paisagem urbana dos bairros periféricos. Em outubro de 1923, foi eleito um dos quatro vice-presidentes da Assembleia dos Deputados,  a primeira das duas designações que receberia em sua carreira.

### Missões diplomáticas e dissidência georgista
No verão de 1923, mandatado pelo ministro das Relações Exteriores, Ion G. Duca, do PNL, ele participou das negociações para restaurar os contatos com o governo russo. Ele estava em Paris, encontrando-se com o comunista romeno Christian Rakovsky, que era o embaixador soviético na França . Eles discutiram a questão litigiosa da Bessarábia, que os bolcheviques ainda se recusavam a reconhecer como parte da Romênia: Pântea deveria convencê-los de que a união fora um caso legítimo e, de acordo com Pântea, Rakovsky se mostrou incomumente receptivo. Com uma delegação que incluía Constantin Langa-Rășcanu, Mircea Djuvara, Petru Cazacu e Anton Crihan, Pântea representou a Romênia em negociações bilaterais com uma delegação da União Soviética, chefiada pelo diplomata Nikolay Krestinsky . Essas negociações ocorreram em Viena no final de março de 1924. Em conversa com Krestinsky, Pântea até transmitiu a oferta do governo de renunciar às reivindicações do Tesouro Romeno na Rússia, em troca do reconhecimento soviético da união de 1918.
Os contatos foram interrompidos quando os soviéticos apresentaram sua proposta: um plebiscito na região disputada ou, alternativamente, a cessão do Budjak pela Romênia. Pântea acreditava que sua postura intransigente mostrava a rápida radicalização da política externa soviética sob o novo líder bolchevique Joseph Stalin, que era inimigo de Rakovsky. No mesmo ano, Tcacenco retornou à Romênia, instigando a " Revolta Tatarbunária ". Esta rebelião foi reprimida pelas autoridades romenas, e Pântea foi novamente o advogado de defesa da célula comunista da Bessarábia.
Pântea também recebeu seu segundo mandato como Vice-Presidente da Assembleia após a eleição de 1927 .  Ele ainda ocupava o cargo em 1925, quando participou de debates para ampliar o escopo da emancipação judaica . Para alarme de grupos anti-semitas como a Liga de Defesa Nacional-Cristã, ele avaliou que todos os judeus da Bessarábia tinham o direito de naturalização .  Naquela época, o ex-diretor militar também era diretor administrativo da câmara de comércio de Chișinău e tentou obter reduções de impostos para os artesãos bessarabianos.
Gherman Pântea voltou como prefeito de Chișinău, no cargo de 1927 a 1928. Em 1930, insatisfeito com o PNL e em disputa com Inculeț, tornou-se membro do dissidente Partido Liberal Nacional-Brătianu (os "georgistas"). Ele foi notoriamente crítico da linha partidária do PNL, alegando que Inculeț havia explorado a Bessarábia em benefício do Reino Antigo .  Na mesma época em que a Bessarábia marcou sua primeira década completa de domínio romeno, Pântea, Buzdugan, Crihan e Catelli eram membros da União Chișinău de Oficiais da Reserva. Um equivalente aproximado da Assembleia da Nobreza pré-sindical, esta associação destacou-se por exigir igual acesso às pensões romenas para os veteranos do exército da Bessarábia.

### Início dos anos 1930
O partido georgista não obteve muito sucesso e Pântea o deixou antes das eleições de 1931 ; juntou-se à lista da "União Nacional" do atual primeiro-ministro Nicolae Iorga e foi devolvido à câmara baixa. Seu terceiro e último mandato como prefeito de Chișinău foi em 1932, quando ele começou a tomar medidas para erguer uma estátua local de Ferdinand I. Como a região sofreu as consequências da Grande Depressão, ele ajudou os pobres de Chișinău, usando fundos públicos para comprar de volta seus itens de propriedade penhorados . Conforme alegado por seus rivais políticos (incluindo o historiador Ștefan Ciobanu ), Pântea era corrupto e irresponsável no cargo, embolsando grandes somas de dinheiro público e festejando às custas de Chișinău em uma visita à Itália (onde ele deveria recompensar o apoio de Pietro Badoglio da União Bessarábia). Uma brochura anônima chamou o prefeito de " Rasputin ", alegando que ele trabalhava com móveis públicos, enquanto um vereador anti-semita o descreveu como "em conluio" com os judeus da Bessarábia.
Durante aqueles anos, Pântea também se tornou um membro ativo do Círculo Bessarabiano de Nicolae Bosie-Codreanu, que monitorou a evolução das atitudes soviéticas na Romênia. A essa altura, havia uma aproximação visível entre a Romênia e a União Soviética, efetuada pelo Ministro das Relações Exteriores da Romênia, Nicolae Titulescu, e sua facção PNL. Os dois governos assinaram a Convenção de Londres para a Definição de Agressão e retomaram os contatos diplomáticos. Renovando suas tentativas de obter um acordo romeno-soviético definitivo na Bessarábia, Pântea manteve conversas informais com Mikhail Ostrovsky, o enviado soviético a Bucareste . Pântea preservou a imagem de um Ostrovsky filo-romeno, que acreditava que Stalin com o tempo aceitaria a união; a iniciativa, no entanto, deu em nada, já que Ostrovsky e Titulescu foram marginalizados por seus respectivos governos.
Pântea também estava se concentrando em escrever suas memórias da Primeira Guerra Mundial e do sindicato. Alguns desses textos foram publicados originalmente por Dreptatea diariamente em 1931, e mais tarde reunidos no livro Unirea Basarabiei. Rolul organizațiilor militare moldovenești în actul unirii ("União da Bessarábia. O papel das unidades militares da Moldávia no Ato de União "). Uma segunda edição, publicada em 1932, teve um prefácio elogioso de Nicolae Iorga, o historiador e aliado político; o livro também recebeu endossos de ex-colegas de Pântea (Catilli, Cijevschi etc. )  Por volta de 1935, o relato de Pântea foi rejeitado pelo historiador Emanoil Hagi-Moscu e pelo jornal Epoca, que discutiram as declarações de lealdade de Pântea para com a República Russa e até mesmo alegaram que o Diretor havia sido responsável pelo ataque de janeiro de 1918 aos voluntários da Transilvânia. Com sua própria versão dos eventos apoiada por Iorga, Pântea processou Hagi-Moscu por calúnia .
Entre 1934 e 1937, quando retomou a atividade de advogado, Pântea fez parte do Conselho de Revisão da Câmara Municipal de Chișinău. Ele se reconciliou com o PNL, mas o partido se ressentiu de sua deslealdade anterior: também em 1937, ele deixou o PNL, para nunca mais voltar. Em outubro de 1937, ele foi um convidado de honra no aniversário festivo do Congresso dos Soldados da Moldávia, em Chișinău. Naquele ano, ele também publicou o segundo volume de suas memórias: Unirea Basarabiei. Dada a decência da autonomia Basarabiei ("União da Bessarábia. Duas Décadas desde a Autonomia Bessarabiana ").

### O regime de Carol II e a perda da Bessarábia
Pântea testemunhou a ascensão do fascismo na Romênia, confirmado quando o PNL perdeu as eleições de dezembro de 1937 ; nessas circunstâncias, o rei Carol II nomeou Octavian Goga, da extrema direita, como primeiro-ministro. O movimento alarmou os soviéticos e colidiu com sua política de frente popular : de acordo com Pântea, o embaixador Ostrovsky pediu que ele informasse aos romenos que Stalin e o francês Léon Blum insistiam que Goga deveria ser deposto e a Romênia retirada do "campo fascista". A Pântea sustentou que, por conta própria, o aviso de Ostrovsky a Carol II resultou na formação de um novo gabinete romeno, chefiado por Miron Cristea .
O novo regime foi autoritário, centrado em Carol II e confirmado pela Constituição de 1938 da Romênia . O Parlamento foi praticamente dissolvido, mas, como membro de longa data da antiga Assembleia, Gherman Pântea foi designado para um assento permanente no Senado Romeno reorganizado. Após a reestruturação administrativa de Carol, ele também foi nomeado advogado no tribunal superior de Ținutul Nistru . Ele estava em desacordo com Grigore Cazacliu, o Residente do Rei (governador), acusando-o de práticas comerciais desonestas.
Durante os primeiros anos da Segunda Guerra Mundial, a Romênia ficou entre os governos hostis da Alemanha nazista e da União Soviética ( ver Pacto Molotov-Ribbentrop, Romênia na Segunda Guerra Mundial ). Nesse contexto, os soviéticos comunicaram um ultimato à Romênia e ocuparam a Bessarábia (junho de 1940). Pântea e sua família fugiram para Bucareste, onde o político refugiado continuou seu trabalho com o Círculo de Bessarábia. Mais tarde naquele ano, as pressões alemãs resultaram na perda da Transilvânia do Norte, o que confirmou a divisão da Grande Romênia . Naquela época, o Círculo Bessarabiano representava uma comunidade de refugiados de 120.000 pessoas, tendo Inculeț e Daniel Ciugureanu como presidentes, Bosie-Codreanu e Pântea como vice-presidentes.
As maiores perdas territoriais resultaram na queda de Carol do poder e inaugurou o Estado Legionário Nacional, com Ion Antonescu como Condutor . Inicialmente, este regime seguiu a política nazista e evitou as manifestações mais óbvias do sindicalismo bessarabiano, levando Pântea a exclamar: "General Antonescu [...] não pode falar o que pensa sobre todos os assuntos, por isso espero que nos permita discutir e gritar a questão da nossa justiça ". Em maio, logo após o regime de Antonescu ter se reestruturado ( ver Rebelião Legionária ), Pântea entrou em uma disputa com outros membros do Círculo Bessarábio e renunciou ao cargo de Vice-presidente.

### Massacre de odessa

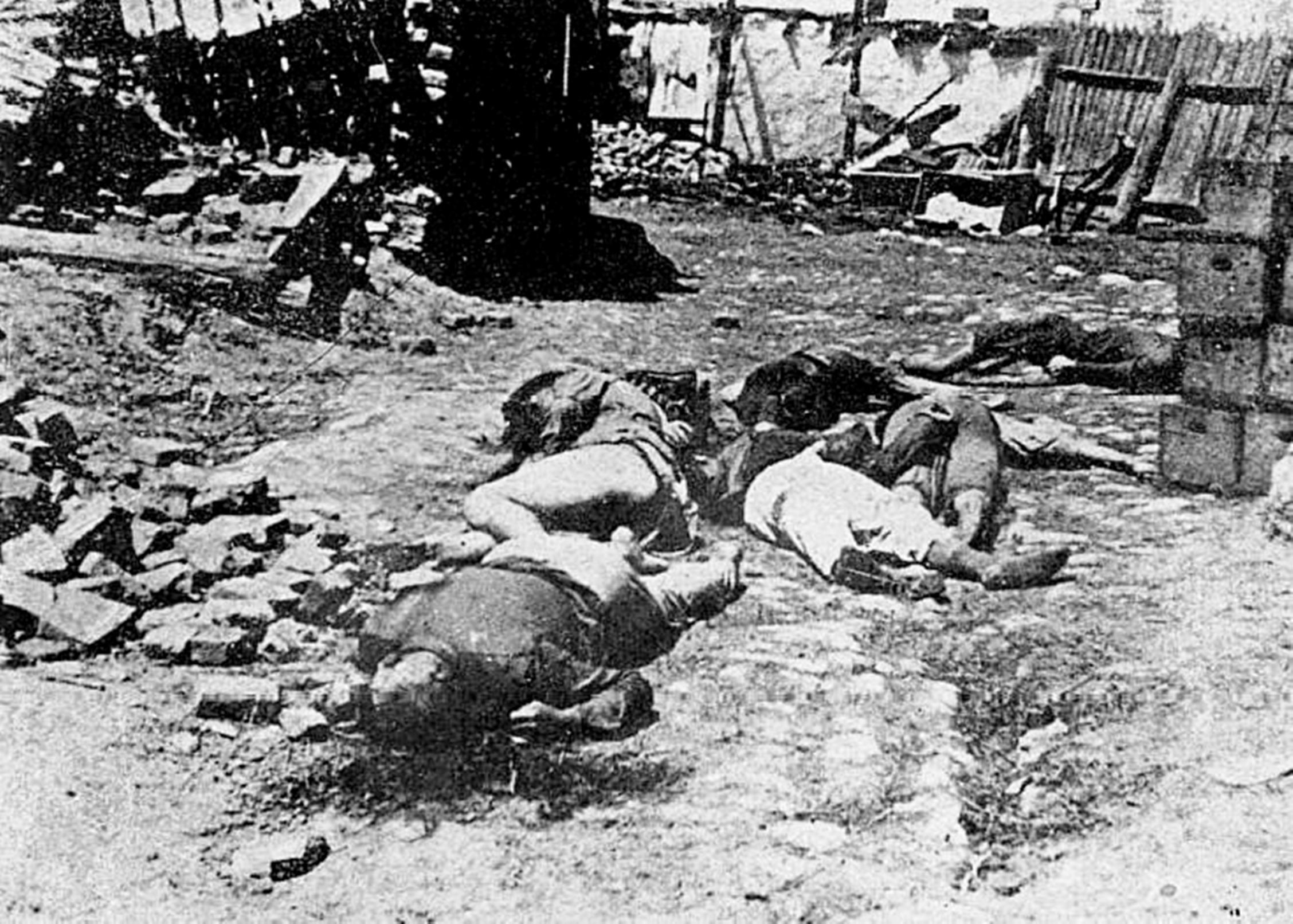
Rescaldo do massacre de Odessa em 1941 : judeus deportados mortos fora de Brizula

Em 22 de junho de 1941, um pouco mais de um ano após a ocupação soviética da Bessarábia, a Romênia participou do ataque surpresa ao território soviético como um país do Eixo . Gherman Pântea foi mobilizado e enviado para o Quarto Exército, onde foi conselheiro legal do General Nicolae Ciupercă . Este último pediu-lhe para revisar uma lista de 100 "indesejáveis" bessarabianos, escolhidos por suas opiniões de esquerda e enfrentando a execução sumária - Ciupercă queria que seu secretário garantisse que nenhum "bom romeno" tivesse sido incluído, mas Pântea foi capaz de obter que o próprio pedido seja adiado. Entre os resgatados como resultado de sua objeção estavam os ativistas comunistas Gheorghe Stere (filho do sindicalista bessarabiano Constantin Stere ) e Alexandru Mîță .
A extensão do domínio romeno em uma nova província oriental, esculpida sob o nome de " Transnístria ", trouxe Pântea a um alto cargo. Como Pântea observou mais tarde, Antonescu o considerava um Governador da Transnístria adequado, mas revisou sua postura quando descobriu que a Pântea ainda não apoiava suas políticas. Conseqüentemente, Pântea foi designada para a prefeitura de Odessa, ocupando seu assento somente após o violento cerco da cidade ter sido concluído. A fim de apaziguar os alemães, Odessa foi formalmente mantida fora da Transnístria, e o gabinete do prefeito de Odessa permaneceu separado dos de outros administradores romenos. Entre os últimos, o governador da Transnístria Gheorghe Alexianu, o comandante da Gendarmerie Constantin Vasiliu e o general do exército Nicolae Ghineraru consideravam Pântea com particular desdém ou desconfiança.
Em vez de tolerar o assassinato em massa liderado pela Romênia e Alemanha de judeus ucranianos e bessarabianos ( ver Holocausto na Romênia ), Pântea é creditado por ter salvado muitas das vítimas potenciais - provavelmente na casa dos milhares. Em 22 de outubro de 1941, a Pântea fez uma proclamação na Odesskaya Gazeta, prometendo a volta à normalidade, e anunciando a liberdade e igualdade entre todos os Odessanos. No entanto, esta declaração foi tornada ineficaz pelos acontecimentos que ocorreram no mesmo dia: uma explosão na rua Marazlie tirou a vida do general Ioan Glogojeanu e de outros funcionários romenos. O regime de Antonescu supôs um ataque terrorista, ignorando todos os relatos segundo os quais o Exército Vermelho em retirada havia minado o local. Alegadamente, Pântea e sua colega da Transnístria Nichita Smochină foram informados da mineração e tentaram avisar seus superiores para não entrarem no edifício Marazile.
A reação de Antonescu foi sanguinária e a culpa coletiva foi colocada nos judeus de Odessa. A comunidade foi dizimada durante o que ficou conhecido como o " massacre de Odessa de 1941 ". Como testemunha desse massacre, Pântea observou que 450 judeus foram enforcados no primeiro dia, outros foram fuzilados aleatoriamente e outros ainda foram presos, seu destino a ser determinado pelo general Nicolae Macici . A partir de então, Pântea trabalhou para persuadir Macici de que a cota de mortes imposta por Antonescu era excessiva. Em 23 de outubro, ele e Macici pediram ao governador Alexianu que devolvesse a coluna de judeus enviada em uma marcha da morte. Eles registraram sucesso apenas parcial, pois alguns dos deportados voltaram: de acordo com Pântea, todos, exceto 2.000, sobreviveram à experiência. No entanto, os pesquisadores dos eventos registram um número de mortos muito maior. De acordo com eles, as tropas romenas assassinaram aleatoriamente cerca de 20.000 ou 30.000 dos enviados em comboios.
Na semana seguinte, o prefeito contatou a socialite Alexandrina Cantacuzino e apresentou-lhe um relatório sobre o massacre, que ela deveria entregar a Antonescu. Ao atribuir a culpa pelas mortes, Pântea notou que ele próprio não era um defensor dos judeus, mas um homem preocupado com a justiça. Seu documento destacou os atos de "barbárie" e o comportamento "não-romeno" de vários funcionários; Antonescu ameaçou mandar matar o autor na hora, mas mais tarde ordenou uma investigação sobre alguns casos de abuso.

### Plano para Odessa

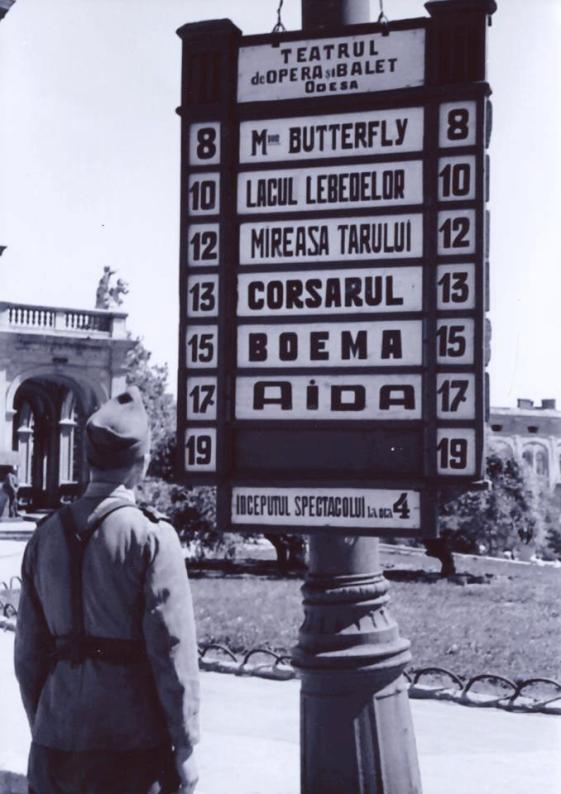
Poste de luz com anúncios das próximas atrações do Teatro de Ópera e Ballet de Odessa e da guarda romena (ca. 1942)

Pântea manteve Odessa uma metrópole funcional, com alimentação e energia elétrica adequadas e, como tal, quando comparada ao resto da Transnístria, a vida na cidade floresceu durante a maior parte de seu mandato.  Ele designou o engenheiro Lisenko, que havia inundado a usina de força de Odessa durante a retirada soviética, para construir uma nova subestação elétrica; assim que começou a funcionar, ele reabriu o Odessa Opera and Ballet Theatre, renovou a Odessa University (enquanto construía um relacionamento próximo com os alunos) e liberou o uso das linhas de bonde da cidade. As empresas também reabriram, beneficiando-se do livre comércio e da tributação voluntária - o tesouro da cidade, afirmou Pântea, arrecadou cerca de 170 milhões de marcos do Reich. De acordo com o historiador Mark Mazower, o experimento foi amplamente realizado por práticas corruptas, mas também deu aos Odessanos nascidos na União Soviética uma experiência única de capitalismo .
O empreendimento liberal coexistia com a regulamentação minuciosa da vida social: na Rússia, as resoluções de Pântea sobre esse assunto são lembradas como farsesca e involuntariamente bem-humoradas. Um deles limitou o uso de bicicletas e patins por crianças, sob pena de corte marcial para seus pais.  Os projetos culturais que ele promoveu dobraram como um esforço de propaganda: as novas autoridades encenaram shows que sugeriam que Odessa era, e continuaria sendo, parte de uma nova Grande Romênia.  Em 1943, ele rebatizou Avchinnikov Street em homenagem a Octavian Goga, e transformou um hotel outrora visitado por Goga em um hotel para escritores romenos em férias na "Odessa romena".
Alguns dos russos locais jogaram junto, um pouco para garantir a sobrevivência cultural.  Entre os últimos estava o ator Vasily Vronsky (Vasile Vronschi), que conhecia Pântea de Chișinău, e que recebeu permissão para estabelecer o Teatro Vronsky em língua russa; concedida a cidadania romena, ele fez discursos denunciando o agitprop soviético.
Durante janeiro de 1942, houve outro êxodo planejado de judeus de Odessa. Pântea, cujos relatórios oficiais descreveram a alegação de "instigação judaica" como um canard, teria ficado alarmada com a decisão. Em vão, ele tentou persuadir Alexianu a reduzir o número de judeus de Odessa entregues ao campo de concentração de Berezivka - o prefeito esperava pelo menos obter o retorno de judeus que eram artesãos, professores ou caraítas da Crimeia . Sua própria filiação ao Departamento de Despejo permanece uma questão contestada: Pântea negou-o categoricamente (uma negação que é apoiada por Ion Constantin e refletida em várias fontes primárias); no entanto, um documento de arquivo refere-se a ele como um dos dez supervisores da deportação de 1942.  Ele também tomou medidas contra a ocupação em casas anteriormente judias, mas, segundo o historiador e ex -partidário soviético Yitzhak Arad, pretendia "manter esses apartamentos para a administração romena [...] e vender um certo número de apartamentos para obter lucro . "
Com o tempo, o prefeito Pântea encontrou um meio-termo entre os vários fatores políticos e selecionou sua própria equipe administrativa a partir de uma mistura de funcionários bessarabianos e soviéticos. Além do vice-prefeito Vidrașcu, incluía antigos combatentes sindicalistas ( Vladimir Chiorescu, Elefterie Sinicliu ) e notabilidades de Odessan (Dr. M. Zaevloshin, arquiteto Vladimir Cundert). Alegadamente, a Prefeitura não exerceu repressão política contra comunistas conhecidos, que apenas eram obrigados a se registrar em uma lista especial.  O prefeito romeno também teve o cuidado de preservar os contatos com as duas forças mais poderosas que lutam entre si pelo controle, ou seja, os alemães e os guerrilheiros soviéticos. Sua intervenção salvou a vida de Yelena Rudenko, irmã do general soviético Fyodor Tolbukhin, que havia ficado gravemente doente na casa da família em Odessa.
Alexianu estava especialmente cansado da rede de conexões do prefeito. Em dezembro de 1941, ele inquiriu Pântea sobre seu suposto emprego de suspeitos políticos, o que Pântea negou categoricamente. Em 1942, o governo iniciou uma investigação complexa, mas errática, sobre a presença de ex- Komsomolistas entre os funcionários do setor público de Odessa.  Alegações sobre a cumplicidade da Pântea em alguns atos de corrupção levaram à vigilância adicional da Inteligência Especial Romena . Seus relatórios subsequentes acusaram o prefeito e alguns de seus funcionários de fazer companhia a comunistas disfarçados e de negociar no mercado negro de Chișinău. Mais tarde, fontes adversas à Pântea afirmaram que ele era o principal beneficiário do comércio de vinho e bens usados da Moldávia, e que tinha interesse em ajudar os judeus da Transnístria, que eram seus parceiros de negócios.
No final de 1942, Pântea irritou novamente os comandantes romenos, quando ele reclamou que o general Vasiliu havia requisitado os trólebus de Odessa e os transferido para Craiova, no sul da Romênia. Pântea ainda tentava fazer cumprir seus próprios planos para o desenvolvimento de Odessa. Em outubro de 1943, no aniversário de 2 anos da ocupação, ele emitiu, por meio do Diário da Molva, um novo endereço aos moradores da cidade, no qual listou orgulhosamente suas contribuições. Algumas semanas depois, ele começou a empregar trabalhadores do vizinho Reichskommissariat Ucrânia para um novo conjunto de obras públicas em Odessa.

### Acusação de 1945
Em janeiro de 1944, à medida que a Frente Oriental se aproximava da Romênia, a burocracia de Alexianu foi substituída por uma estrutura militar defensiva, chefiada pelo general Gheorghe Potopeanu . Pântea considerou sua própria posição redundante e pediu para ser chamado de volta, mas Antonescu ordenou que ele continuasse com seu mandato. Ele ainda estava em seu posto quando Potopeanu cedeu seu comando aos alemães e protestou quando Potopeanu entregou aos nazistas todas as propriedades que a Romênia havia confiscado dos cidadãos soviéticos. A inimizade entre os dois administradores romenos estava aumentando. Segundo um relato, Potopeanu ainda se lembrava de que Pântea havia tentado lhe vender um carro usado muito caro.
Durante o mês de março, o próprio Pântea foi forçado a ceder a propriedade da Prefeitura, atribuindo-a aos alemães. Após as cerimônias de despedida na Universidade e nas fábricas, ele e sua esposa Lúcia partiram para se juntar às tropas romenas em retirada. Os Pânteas estavam em Bucareste durante o Golpe do Rei Michael (23 de agosto de 1944), com o qual a Romênia efetivamente mudou de lado na guerra ao derrubar Antonescu. A casa deles na rua Argentina foi danificada no ataque aéreo nazista subsequente, e a família se mudou com o político Petre Ghiață, em Colentina . Em 24 de agosto, Gheorghe Potopeanu, que havia emergido como Ministro das Finanças, exigiu a prisão de Pântea como um vira-casaca em potencial; e uma vez que a transição política encontrou Pântea incluído na lista de inimigos do regime de transição, também se presumiu que ele era um dos criminosos de guerra de Antonescu.
O governo pós-Antonescu de Constantin Sănătescu passou a incluir Pântea em uma lista revisada de criminosos de guerra, embora seus parceiros soviéticos ainda não o descrevessem como tal. Quando o Exército Vermelho entrou em Bucareste em setembro, prendeu Potopeanu em seu escritório no Ministério. Nesse ínterim, Pântea decidiu obedecer à nova legislação, repassando ao Estado todos os bens que havia adquirido como Prefeito. Em janeiro de 1945, quando a lista Sănătescu foi publicada, Pântea se tornou fugitivo: por um tempo, ele morou em Craiova, onde residia seu irmão Constantin; mais tarde, ele estava em Sibiu, vivendo com o nome falso de Lozont (ou Lozony ) Cernescu .
Como Antonescu e Potopeanu, Pântea enfrentou julgamento no recém-criado Tribunal do Povo . No final, ele foi absolvido, já que Yelena Rudenko e Tolbukhin informaram o estado romeno sobre a conduta honrosa de Pântea, e já que a Comissão Aliada recomendou sua libertação. Pântea foi preso em várias outras ocasiões, mas, principalmente entre os romenos processados por crimes de guerra, ele foi absolvido todas as vezes. Embora seus rivais na administração da Transnístria estivessem destruindo evidências de seu papel mais positivo nos assuntos de estado, Pântea preservou cópias autenticadas como medida de precaução.

### Sentença comunista e reabilitação
Em 1947, Ilie Cătărău justificou sua deportação em 1918 por ordem de Pântea, e começou a circular sérias alegações contra seu rival. Publicados na imprensa romena, resultaram em uma caça ao homem nacional para Pântea. Temendo uma retribuição política, este último se perdeu em Sibiu, onde viveu com documentos falsos até dezembro de 1949. Ele fazia breves visitas a Bucareste com documentos de identidade falsos e o pseudônimo de George Mincu, e mantinha contatos com Anton Crihan, que se preparava para uma deserção para a Iugoslávia .
Enquanto isso, a ocupação soviética deu lugar a um regime comunista romeno satélite. Pântea foi rastreada pelo famoso comissário Eugen Alimănescu e entregue à Securitate (isto é, a polícia secreta comunista). Ele foi interrogado pelo comandante da Securitate, Alexandru Nicolschi, e confrontado com as acusações feitas contra ele por Gheorghe Stere e Alexandru Mîță, cujas vidas Pântea ajudara a salvar. Pântea foi enviada para a prisão de Jilava e mantida sem julgamento por três anos; no final de 1952, um Tribunal Militar o condenou a mais 10 anos de trabalhos forçados, como "criminoso de guerra" e " inimigo da classe trabalhadora ". Seu primeiro ano após o veredicto foi passado sob forte regime, na prisão de Aiud, mas Pântea foi posteriormente transferida para outras instalações de detenção infame e duras: Gherla e Ocnele Mari . Em novembro de 1954, ele foi despachado para uma prisão mais amena, em Craiova, e depois enviado para Poarta Albă, um campo de trabalhos forçados no Canal Danúbio - Mar Negro .
Em outubro de 1955, Gherman Pântea foi incluído em uma anistia decretada pelas autoridades comunistas romenas, como o primeiro sinal de uma liberalização relutante. Em janeiro do ano seguinte, ele foi parcialmente reabilitado durante um julgamento de novo para cerca de 800 criminosos de guerra condenados. Depois de reunir evidências e depoimentos de cidadãos soviéticos, ele levou seu caso ao Supremo Tribunal, que concluiu que sua sentença como um "criminoso de guerra" era ilegal (embora encontrasse poucas evidências de que seus crimes eram "contra a classe trabalhadora"). No entanto, a Securitate ainda mantinha um arquivo sobre Pântea, mantendo ele e sua família sob constante vigilância. Em um momento em que a repressão foi organizada contra os refugiados da Bessarábia, sua equipe coletou dados segundo os quais a Pântea era capaz de organizar a resistência da Bessarábia na própria Romênia. Com a ajuda notável da KGB soviética e de uma enviada soviética (codinome Valeria ), a polícia secreta começou a re-investigar as várias atividades de Pântea na política. Os arquivos da Securitate também mostram que os homens da Securitate abordaram o ex-Diretor da Bessarábia com uma oferta para se tornar seu informante, mas registraram a recusa contundente de Pântea, mesmo após a intimidação.

### Anos finais e morte

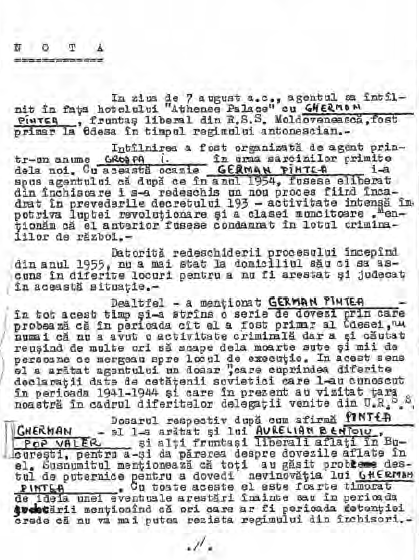
Relato de um informante da Securitate, a respeito de um encontro entre Pântea e Aurelian Bentoiu (1956)

O assédio comunista continuou nos anos seguintes. Após a Revolução Húngara de 1956, a Securitate acompanhou de perto a reação de Pântea, relatando sobre seu anticomunismo, seus contatos com o exilado Crihan ou clandestinos PNL como Aurelian Bentoiu, e suas esperanças de uma intervenção americana . Consequentemente, por meio de uma decisão assinada por Nicolschi em 1960, ele e sua esposa foram privados de suas pensões. Oficialmente, os Pânteas foram acusados de comércio ilegal de moedas de ouro; Seguiu-se um inquérito policial brutal, e o braço de Lucia Pântea foi fraturado no processo, mas a acusação foi interrompida pela Grande Assembleia Nacional . Gherman e o irmão Constantin foram novamente detidos em abril de 1961 e detidos na prisão de Craiova juntamente com outros 5 "elementos reacionários " da Bessarábia - em 1962, todos foram condenados a 1 ano de prisão.
Por volta de 1964, quando a Romênia abraçou o comunismo nacional (nominalmente anti-soviético), Pântea começou a esperar que a censura comunista revisitasse a disputa bessarabiana de um ponto de vista tradicional. Nesse contexto, ele se correspondeu com o historiador oficial Andrei Oțetea, elogiando sua "coragem e clareza" em expor o lado oculto da historiografia marxista . Ele próprio começou a escrever novas memórias para o Instituto de História de Bucareste e, em 1o de maio de 1965, começou a receber uma pensão do Estado em homenagem às suas "contribuições pendentes a serviço da classe trabalhadora durante os anos de 1919 a 1926". Em 1967, Pântea fez um retorno definitivo à esfera pública, reafirmando abertamente sua versão dos eventos históricos. Ele falou sobre o assunto no funeral do colega refugiado bessarábio Ion Buzdugan, nas parastas de Gurie Grosu, e novamente em uma comemoração para Alexe Mateevici, supostamente causando pânico entre seu público (a maioria dos quais eram então sobreviventes de prisões comunistas) . A família Pântea voltou para Bucareste, na antiga casa da Rua Argentina.
Gherman Pântea faleceu em 1º de fevereiro de 1968, em circunstâncias inusitadas: esteve ausente de casa por quase dois dias, e a família foi informada de que ele havia desmaiado na rua, minutos após ser avistado em uma lanchonete Piața Amzei ; a investigação médica mostrou que ele não sofria de nenhuma condição com risco de vida. O funeral foi no cemitério Bellu de Bucareste, em 4 de fevereiro. A cerimônia, que incluiu um serviço ortodoxo do padre Vasile Țepordei, dobrou como um comício político discreto: reuniu a comunidade de refugiados da Bessarábia, que consideravam Pântea como seu herói, e foi monitorada de perto pela Securitate. Os discursos fúnebres foram proferidos, entre outros, pelo padre Țepordei, Sinicliu, e seu rival de 1921, Halippa.

## Legado
Gherman Pântea é brevemente mencionado em For Soviet Power, um romance de guerra de 1953 do autor soviético Valentin Kataev . Aqui, acompanhando a historiografia soviética do final do período de Stalin, ele é principalmente descrito como uma figura criminosa que toma decisões absurdas. Em contraste, a folclorista bessarabiana Tatiana Gălușcă-Crâșmaru compôs o poema de 1968 Lui Gh. Pântea, vechi luptător ("Para Gh. Pântea e o Velho Combatente"), que retrata o Diretor da República da Moldávia como um herói de todo o povo romeno. Entre essas imagens está a proposta pelo expatriado bessarabiano e historiador romeno Alexandru I. Gonța, segundo a qual Pântea é uma figura relevante, mas de segunda categoria na história do sindicalismo bessarabiano (esta visão, tornada pública pela primeira vez em 1973, é fortemente contestada por outros autores e ativistas).
Após a Revolução Romena de 1989, quando a participação da Romênia no Holocausto foi sendo reconhecida, vários comentaristas compararam o comportamento de Gherman Pântea com o de outros administradores da Transnístria. De acordo com o historiador israelense de origem romena Jean Ancel, o protesto de Pântea contra as ordens de Antonescu é compatível com o trabalho de seu colega Cernăuți Traian Popovici, conhecido por defender os judeus da Bucovina do extermínio planejado. Em 2008, uma observação semelhante foi feita pelo escritor Boris Marian na revista da comunidade judaica Realitatea Evreiască : "O prefeito romeno de Odessa ficou chocado com a crueldade com que as ordens vindas de Bucareste estavam sendo executadas. Seu nome era Gherman Pântea e ele era um homem normal. Como o prefeito Traian Popovici de Cernăuți, Gh. Pântea desejou acima de tudo cumprir seu dever de ser humano. ”
Na comemoração do Massacre de Odessa em 2011, o cineasta romeno Florin Iepan produziu o documentário Odessa, que dá evidências sobre a escala do assassinato. Em uma entrevista anterior, Iepan mencionou que Pântea era "uma personagem interessante" e "uma figura bastante luminosa naquele contexto de amargura e violência".  Durante debates com o público, realizados após o lançamento do filme, Iepan também citou o relatório de Pântea a Antonescu como prova de que alguns funcionários romenos sabiam (e, neste caso, deploravam) os assassinatos na cidade.
No entanto, os depoimentos da própria Pântea sobre o tema do Holocausto têm várias ambigüidades e omissões. Mark Mazower observa que, ao escrever seus relatórios, Pântea nunca percebeu o nível de envolvimento de Antonescu no Massacre de 1941. Antes do reconhecimento oficial dos crimes do Holocausto, os relatos do prefeito de Odessa estavam sendo citados contra si mesmos por aqueles que tentaram minimizar o envolvimento romeno. Em reação, o historiador da comunidade judaica Teodor Wexler argumentou que a tentativa estava falhando em seu objetivo: "A carta de Gherman Pântea [é] de uma tragicalidade desenfreada", confirmando "de uma vez por todas a responsabilidade histórica daqueles que ditaram a realização do Holocausto na Romênia . "
Após a dissolução da União Soviética em 1991, a maior parte da Bessarábia voltou à independência, como República da Moldávia . A partir desse momento, o nome de Pântea continua a ser objeto de controvérsia nos debates sobre a nacionalidade da Moldávia : um herói para os pró-sindicalistas, ele é amplamente ignorado pelos moldavianos . Isso foi observado em 2010 pelo político sindicalista Mircea Druc, que avaliou que, além de uma placa comemorativa em Chișinău, pouco restava para atestar a importância de Pântea para a República da Moldávia. Nicolae Costin, que foi prefeito de Chișinău entre 1990 e 1994, supostamente procurou reviver os projetos urbanos de Pântea (continuado, após outro longo hiato, por Dorin Chirtoacă ).